# Fuga (glazba)
Fuga je polifonski glazbeni oblik skladan prema načelima kontrapunkta u tehnici imitacije: određena se tema po ustaljenim pravilima imitira i provodi kroz sve glasove (dionice). Prema broju glasova fuga može biti dvoglasna, troglasna, četveroglasna, peteroglasna i višeglasna, a sastoji se od tri dijela: prve provedbe ili ekspozicije, druge provedbe i treće provedbe ili tzv. strette. Fuga je ponajprije instrumentalna, a tek potom i vokalna skladba. Razvila se u 17. stoljeću iz polifonskih instrumentalnih formi i postala središnjim oblikom barokne glazbe. Izgrađivali su je Jan Pieterszoon Sweelinck, Girolamo Frescobaldi, Dietrich Buxtehude i mnogi drugi, a konačni dotjeran i složen oblik dao joj je Johann Sebastian Bach (zbirka Das Wohltemperierte Klavier, Die Kunst der Fuge, te monumentalne orguljske fuge). Vokalnu je fugu uz Bacha njegovao osobito Georg Friedrich Händel. Nakon baroka fuga se rjeđe skladala kao samostalno djelo, nego se većinom uključivala u okvire većih cikličkih oblika, sonate, simfonije ili sl. U glazbi 20. stoljeća s neobaroknim tendencijama oživljuje i interes za fugu (Ferruccio Busoni, Paul Hindemith, Dmitrij Šostakovič i drugi).